# 厄拉科斯
厄拉科斯（英語：Arrakis）是科幻小說《沙丘》世界觀中的一個虛構行星。在小說中設定成極度乾燥，沒有水源的沙漠行星。但是盛產珍稀物質美蘭極的唯一產地。此區域中的常駐居民為原住民弗瑞曼人和一種被稱作沙蟲的巨型怪物。